# Termini dei colori di base
Termini dei colori di base: la loro universalità ed evoluzione (1969; ISBN 1-57586-162-3) è un libro di Brent Berlin e Paul Kay. L'opera di Berlin e Kay propone che i nomi dei colori di base di una cultura, come nero, marrone o rosso, siano predicibili in base al numero di nomi dei colori nella lingua della cultura in questione. Tutte le culture hanno un termine per bianco (chiaro-caldo) e nero (scuro-freddo). Se una cultura distingue tre colori, il terzo è il rosso. Se ne ha quattro, il quarto è o il giallo o il verde.
Berlin e Kay ipotizzano sette fasi in cui possono essere raggruppate le culture, con le lingue della fase I che hanno solo i colori bianco (chiaro-caldo) e nero (scuro-freddo). Le lingue nella fase VII hanno otto o più termini per i colori di base. Tra queste vi è l'italiano, con dodici colori di base, e l'inglese, che ne ha undici. Gli autori teorizzano che man mano che le lingue si evolvono, acquisiscono nuovi termini per i colori di base in una rigida sequenza cronologica; se in una lingua si trova un termine di colore di base, dovrebbero essere presenti anche i colori di tutte le fasi precedenti. La sequenza è la seguente:
- Fase I: chiaro-caldo e scuro-freddo — ciò copre una gamma di colori più ampia rispetto ai soli "bianco" e "nero"
- Fase II: rosso
- Fase III: o verde o giallo
- Fase IV: sia verde che giallo
- Fase V: blu
- Fase VI: marrone
- Fase VII: viola, rosa, arancione o grigio

L'opera ha ottenuto un'influenza diffusa. Tuttavia, i vincoli nell'ordinamento dei termini dei colori sono stati sostanzialmente allentati, sia da Berlin che da Kay nelle pubblicazioni successive, e da vari critici. Barbara Saunders ha messo in dubbio le metodologie di raccolta dei dati e i presupposti culturali alla base della ricerca, così come Stephen Levinson.